# Congregatie van de Zusters Maricolen

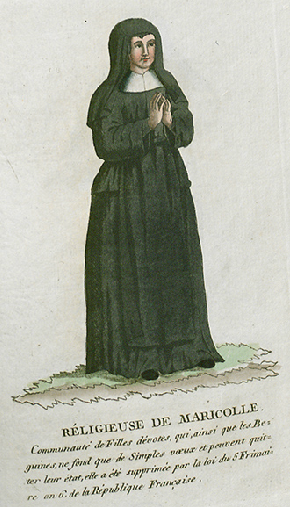
Een maricolenzuster.

De Congregatie van de Zusters Maricolen is een apostolische vrouwencongregatie aangesloten bij de derde orde van de karmelieten.

## Geschiedenis

### Ontstaan en verspreiding
De stichting was een initiatief van Anna Puttemans en vijf collega-begijnen van het begijnhof van Dendermonde, die onder de indruk waren van de preken van karmelietenpater Hermanus a Sancto Norberto over Theresia van Ávila. Ze wendden zich tot pastoor Hilduard Daens van Sint-Gillis-bij-Dendermonde en bekwamen de goedkeuring van de Gentse bisschop Karel van den Bosch na een audiëntie op 4 december 1663. Vanaf pinksteren 1664 vestigden de zusters zich in het huis van Daens en namen ze een habijt aan. Zij wilden geen erkende kloosterorde zijn met voorrechten, maar gewoonweg een familie, waar ze zich, zonder geloften en slot, aan God en elkaar konden verbinden op volledig vrije basis. De ideeën van de Maricolen waren verwant met die van de Dochters van Liefde van Vincentius a Paulo. Ze putten hun middelen uit handwerk, onderwijs en ziekenzorg.
Vanuit Dendermonde verspreidden de Maricolen zich op korte tijd naar de meeste grote steden van Vlaanderen: Brugge (1667) en Gent (1671), Antwerpen (1671), Leuven (1672) en Mechelen (1676). Hun instelling werd erkend door het definitoriaat-generaal van de ongeschoeide karmelieten op 26 maart 1672, vernieuwd in 1906. De congregatie is feitelijk een verzameling juridisch onafhankelijke congregaties naar diocesaan recht, telkens bestaande uit een Generaal Huis en bijhuizen. De jongste Maricolencongregaties zijn die van Deinze (1816), Landen (1850) en Staden (1950).
Er bestond een tweede stichting van de Maricolen. Ze is van franciscaanse inspiratie, dateert van 1775 en heeft haar moederhuis in Waasmunster.

### Einde
In 2016 verliet de laatste zuster maricool het klooster van Deinze. Dit betekende het einde van de tak van Deinze. Afsluitend werd nog een tentoonstelling georganiseerd in 2019 en een boek gepubliceerd over het ontstaan en activiteiten van de congregatie.

## Naam
De zusters noemden zich Maricolen, van het Latijn Mari-colae = toegewijd aan Maria. Deze etymologie valt samen met deze van Maroilles, naam gegeven aan de aloude benedictijnenabdij van Landrecies. Pater Herman schreef hierover een brief aan abt Pierre Tacquenier, die op 21 maart 1673 welwillend antwoordde. Daarop publiceerde pater Herman in 1678 de regel Humilis et libera familia Maricolarum, vulgo Marollarum ("De Nederige en Vrije Familie van de Maricolen").
In de titel is reeds de gemeenzame naam 'Marollen' vermeld. De volksmond noemde de zusters Marollen, Marollekens of Marullen. De gelijknamige volkswijk in Brussel is vernoemd naar een huis van een verwante congregatie, de apostolinnen, dat er bestond van 1691 tot 1715.

## Publicaties
- Hermanus a Sancto Norberto, Humilis et libera familia Maricolarum, vulgo Marollarum, sive tractatus explicans intium et finem sive scopum institutionis praedictae familiae1678
- Hermanus a Sancto Norberto, De institutione et origine Maricolarum, vulgo Marollarum, 1681
- Den oorspronck, beginselen, en voortganck van de loffelijcke vergaederinge der geestelijcke dochters genaemt Marollekens binnen de stadt Antwerpen

## Voetnoten
1. ↑  In de archieven van de zusters. Laatste van de zusters maricolen trok drie jaar geleden de kloosterdeur dicht. Kerk & Leven"", 27 februari 2019. Gearchiveerd op 17 juni 2023.
2. ↑  Bij hun aankomst in Brugge (1667) tekende Jacques Inbona het volgende op: Ontrent desen tijt quamen tot Brugge woonen in Roosendaele eenijghe devoote dochters in forme van religieusen ende cochten ten latsten een huijs ende herberge genaempt Sint Quintin, ende men hietse onder de ghemeente de marollen ende opserveerden ten deele de regulen vande moeder Theresa alles in Roosendaele. (Jacques Inbona, Rare geschriften behelsende het gedenckweerdighste dat er is voorgevallen binnen de stadt van Brugghe, 1645-1684)